# ACELP
ACELP(영어: Algebraic code-excited linear prediction)는 보이스 에이지 사가 특허를 가지고 있는 음성 부호화 알고리즘이다.

## 기능
ACELP의 주된 이점은 ACELP가 사용하는 대수적 부호록이 저장(ROM/RAM)이나 복잡도(CPU 시간)문제를 발생시키지 않고도 50 비트 이상 커질 수 있다는 것이다.